# Тускания
Туска̀ния (на италиански: Dicomano, до 1911 г. Toscanella, Тосканела) е градче и община в Централна Италия, провинция Витербо, регион Лацио. Разположено е на 180 m надморска височина. Населението на общината е 8300 души (към 2010 г.).